# Фінал кубка Італії з футболу 1940
Фінал Кубка Італії з футболу 1940 — фінальний матч розіграшу Кубка Італії сезону 1939—1940, в якому зустрічались «Дженоа 1893» та «Фіорентіна». Матч відбувся 17 червня 1940 року на стадіоні «Джованні Берта» в Флоренції.

## Шлях до фіналу
| Фіорентіна       | Фіорентіна                  | Раунд                            | Дженоа   | Дженоа           |
| ---------------- | --------------------------- | -------------------------------- | -------- | ---------------- |
| Суперник         | Результат                   | Кубок Італії з футболу 1939—1940 | Суперник | Результат        |
| Маніло Каваньяро | 7–1 вдома                   | 1/16 фіналу                      | Реджана  | 2–1 дч на виїзді |
| Мілан            | 1–1 дч на виїзді, 5–0 вдома | 1/8 фіналу                       | Наполі   | 1–0 на виїзді    |
| Лаціо            | 4–1 вдома                   | 1/4 фіналу                       | Модена   | 2–1 дч на виїзді |
| Ювентус          | 3–0 вдома                   | 1/2 фіналу                       | Барі     | 2–0 вдома        |

## Фінал
| 17 червня 1940 |

| Фіорентіна  | 1:0 | Дженоа 1893 |
| ----------- | --- | ----------- |
| Келорія 26' |     |             |

| «Джованні Берта», Флоренція Арбітр: Р.Барлаззіна |

|                   |  |                     |  |
|                   |  |                     |  |
| В                 |  | Луїджі Гріффанті    |  |
| З                 |  | Джорджо Да Коста    |  |
| З                 |  | Карло Піччарді      |  |
| З                 |  | Джакінто Еллена     |  |
| ПЗ                |  | Джузеппе Бігоньйо   |  |
| ПЗ                |  | Джіппо Поджі        |  |
| ПЗ                |  | Арріго Морзеллі     |  |
| ПЗ                |  | Маріо Келорія       |  |
| Н                 |  | Джуліано Тальязаккі |  |
| Н                 |  | Джузеппе Бальдіні   |  |
| Н                 |  | Ромео Менті         |  |
| Тренер:           |  |                     |  |
| Джузеппе Галлуцці |  |                     |  |

|                |  |                   |  |
|                |  |                   |  |
| В              |  | Карло Черезолі    |  |
| З              |  | Серджо Маркі      |  |
| З              |  | Мікеле Бореллі    |  |
| З              |  | Вітторіо Сарделлі |  |
| ПЗ             |  | Маріо Джента      |  |
| ПЗ             |  | Джорджо Мікеліні  |  |
| ПЗ             |  | Джакомо Нері      |  |
| ПЗ             |  | Бруно Аркарі      |  |
| Н              |  | Томас Гарібальді  |  |
| Н              |  | Елізіо Габардо    |  |
| Н              |  | Серджо Бертоні    |  |
| Тренер:        |  |                   |  |
| Вільям Гарбатт |  |                   |  |